# Арнольд, Томас Уолкер
Сэр Томас Уолкер Арнольд (англ. Thomas Walker Arnold, 19 апреля 1864, Девонпорт, Плимут, Девон, Англия — 9 июня 1930, Англия) — британский востоковед, исламовед, философ

, искусствовед, историк искусства. Специалист по исламскому искусству и исламской философии. Действительный член Британской академии. Кавалер Ордена Индийской империи. Первый англоязычный редактор «Энциклопедии ислама».

## Биография
Томас Уолкер Арнольд родился 19 апреля 1864 года в Девонпорте, районе Плимута, графство Девон, Англия в семье местного бизнесмена. По окончании школы он поступил в Колледж Магдалины, Кембридж. Первоначально он получал образование антиковеда, но в дальнейшем увлёкся ориенталистикой и перевёлся на факультет востоковедения. По окончании обучения он получил должность преподавателя а Магометанском англо-востоведческом колледже в Алигархе, который занимал следующие 10 лет. Здесь он установил тесную связь с индийскими мусульманами и работал над реформами в мусульманской жизни.
В 1898 году Томас получил должность профессора философии в Правительственном колледже в Лахоре, где работал до 1904 года, после чего вернулся в Англию. Здесь он получил государственную должность советника по вопросам образования студентов из Индии. В 1921 году Томас устроился на работу профессором арабского языка и ориенталистики в Школе востоковедения и африканистики Лондонского университета, которую занимал вплоть до самой кончины. В том же году королева посвятила его в рыцари. В 1921 году он подготовил «историческое введение и примечания» к книге Лоренса Биньона «Придворные художники Великих Моголов». В 1924 году Томас стал активнее изучать исламскую живопись, в частности опубликовав небольшую работу «Пережитки сасанидского и манихейского искусства в персидской живописи». В 1926 году он сотрудничал с Ф. Р. Мартином, опубликовав в Вене ограниченным тиражом издания трёх персидских рукописей: «Стихи султана Джалаира», «Низамийская» с иллюстрацией Бехзада, Мирека и Касима Али и поэму Хилали «Король и дервиш». В том же году его избрали действительным членом Британской академии. В 1928 году вышел труд «Живопись в исламе», а годом позже работа, которую историк искусства и биограф Томаса Б. У. Робинсон назвал главной в его жизни — «Книга ислама» в сотрудничестве с австрийским арабистом, доктором Адольфом Громанном.
Томас Уолкер умер в Англии 9 июня 1930 года.

### Авторство
- The preaching of Islam : a history of the propagation of the Muslim faith (англ.). — 2nd ed. — London: Constable, 1913 [1896]. — XVI, 467 p.
- The Caliphate (англ.) / with an additional chapter by Sylvia G. Haim[англ.]. — 3rd ed. — London: Routledge and Kegan Paul, 1965 [1923]. — 267 p.
- Painting in islam, a study of the place of pictorial art in muslim culture (англ.). — Oxford: Clarendon Press, 1928. — XVII, 159 p.
- Arnold Thomas W.; Guillaume Alfred[англ.]. The legacy of islam (англ.). — Oxford: Oxford University Press, 1931. — XVI, 416 p.
- Arnold Thomas W.; Gibb H. A. R. The Old and New Testaments in muslim religious art (англ.). — London: Pub. for the British Academy by H. Milford[англ.], Oxford University Press, 1932. — 47 p. — (Schweich lectures[англ.], 1928).

### Научная редакция, переводы, составление
- Brunforte Ugolino[англ.]. The little flowers of Saint Francis (англ.) / newly translated out of the Italian by T. W. Arnold. — 8th ed. — Aldine House, London: J. M. Dent & Company[англ.], 1907 [1898]. — XIII, 310 p. — (The Temple classics / ed. by Israel Gollancz). онлайн
- Binyon Laurence[англ.]. The court painters of the Grand Moguls (англ.) / with historical introduction and notes by T. W. Arnold. — London • Edinburgh • Glasgow • New York • Toronto • Melbourne • Cape Town • Bombay: H. Milford. Printed in England at the Oxford University Press by Frederick Hall, 1921. — 86, XL p.
- Encyclopaedia of Islam, First Edition (1913—1936) :  [англ.] : in 9 vol. / ed. by Th. Houtsma, T. W. Arnold, R. Basset. — Leiden : E.J. Brill, 1993. — Vol. 1. — ISBN 90-04-09796-1. (платн.)
- Encyclopaedia of Islam, First Edition (1913—1936) :  [англ.] : in 9 vol. / ed. by Th. Houtsma, A. J. Wensinck, T. W. Arnold. — Leiden : E.J. Brill, 1993. — Vol. 2. — ISBN 90-04-09796-1. (платн.)